# Data (podjetje)
Data skupina, poslovne storitve, d.o.o. je slovensko podjetje, ki se ukvarja z računovodstvom, izobraževanjem in poslovnim svetovanjem. Ustanovljeno je bilo leta 1990, sedež ima v Ljubljani. 
Ustanovila sta ga Katja Šegedin Zevnik in Aleš Zevnik. S Tehnološkim parkom Ljubljana organizira dneve podjetništva.